# Mycodrosophila kitagawai
Mycodrosophila kitagawai är en tvåvingeart som beskrevs av Addison Wynn och Masanori Joseph Toda 1990. Mycodrosophila kitagawai ingår i släktet Mycodrosophila och familjen daggflugor.
Artens utbredningsområde är Myanmar. Inga underarter finns listade i Catalogue of Life.